# 弗拉米尼奥广场

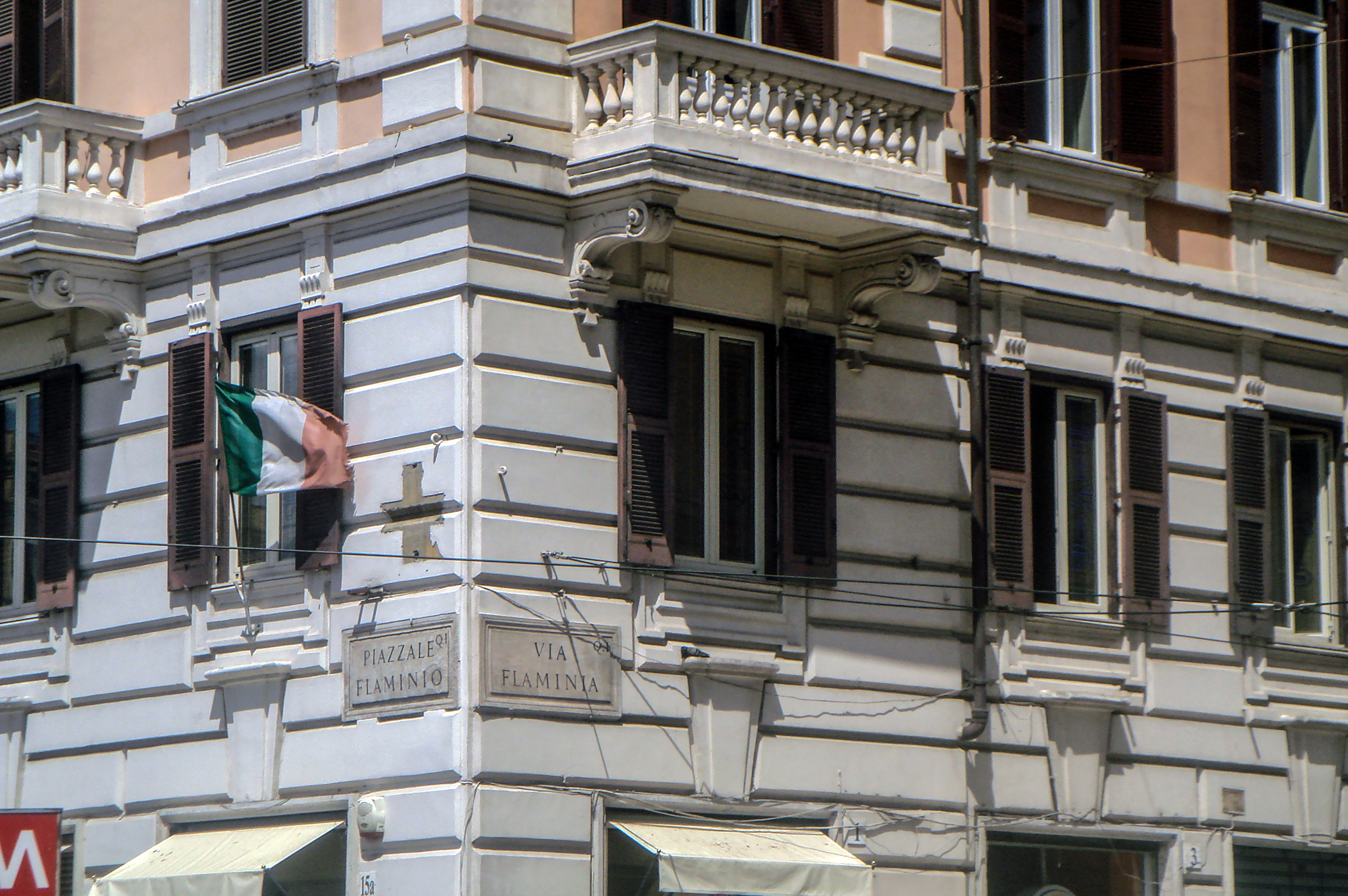
弗拉米尼奥广场和弗拉米尼亚大道的路牌

弗拉米尼奥广场（Piazzale Flaminio）是罗马的一个广场，位於奥勒良城墙之外，是弗拉米尼亚大道的起点。其南侧的波波洛門连接人民广场。
地铁弗拉米尼奧-人民广场站位于此处。
它的东侧是新古典主义的入口，通往路易吉·卡尼纳设计的博爾蓋塞別墅。
弗拉米尼奥广场介于弗拉米尼奥区与皮齐亚诺区之间。